# Sinagoga Zamość
Sinagoga Zamość (en polaco: Synagoga Dawna w Zamościu), fue construida entre 1610 y 1618 en Zamość, en la Mancomunidad polaco-lituana. La sinagoga estuvo funcionado como un lugar de culto hasta la Segunda Guerra Mundial, cuando los nazis convirtieron el interior en un taller de carpintería. Recientemente ha sido restaurada por la comunidad judía polaca, el edificio está renovado y reorganizado para servir a los ciudadanos actuales de Zamość.

## Historia
Los primeros judíos se asentaron en Zamość en 1588, ocho años después de la fundación de la ciudad por el canciller Jan Zamoyski. Eran sefardíes provenientes del Imperio Otomano y Venecia y, en consecuencia, establecieron la comunidad más septentrional de Europa del Este. Fueron los sefardíes quienes construyeron la primera sinagoga en Zamość en la década de 1590 con una estructura de madera. En 1610, después de que se rescindieran las restricciones que prohibían a los judíos construir sinagogas de piedra, se erigió el edificio de ladrillo actual, que tardó ocho años en completarse. La comunidad sefardí original dejó de existir en la década de 1620 cuando se asimiló a la incipiente comunidad asquenazí. Después de una crisis económica causada por la acumulación de deudas incobrables por parte de los deudores polacos. Los judíos asquenazíes habían comenzado a asentarse en Zamość a principios del siglo XVII atraídos por la importancia comercial de la ciudad. La afluencia de judíos asquenazíes aumentó en la década de 1640, especialmente por los refugiados que huían de las masacres antijudías perpetradas por las tropas de Bogdán Jmelnitski durante la revuelta ucraniana contra el régimen polaco.

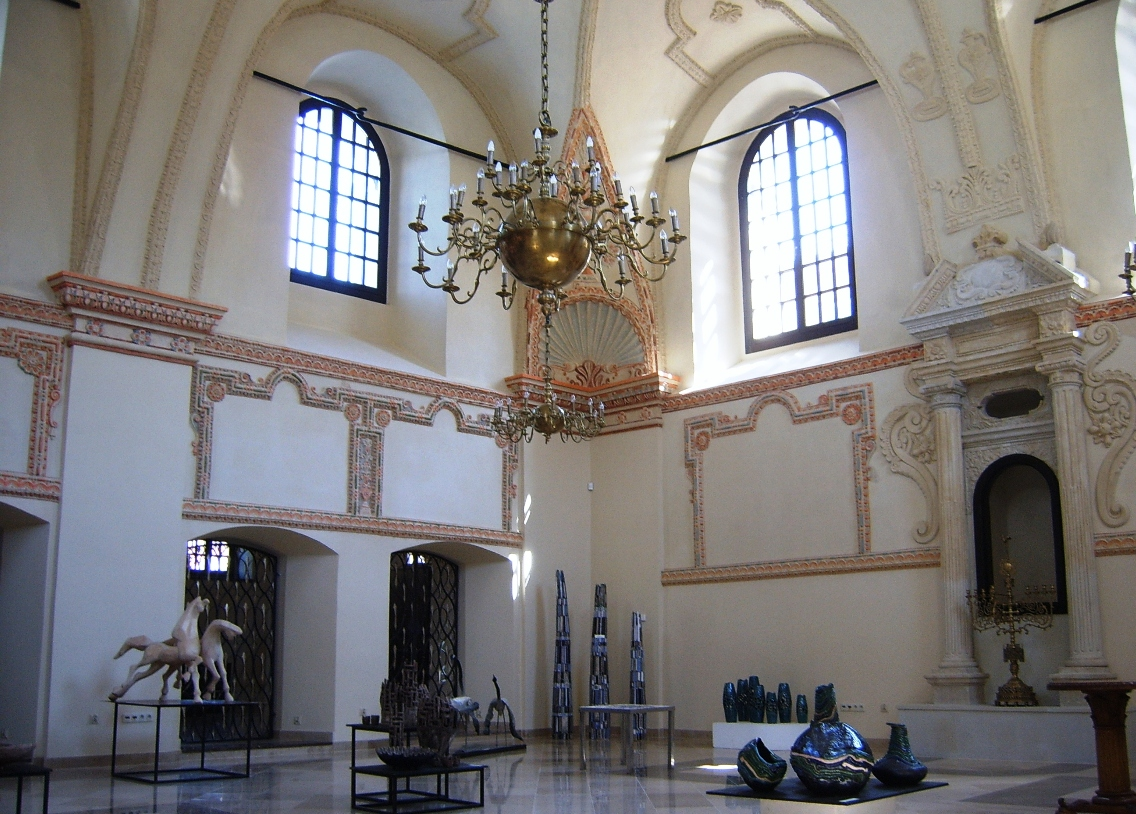
Interior de la sinagoga Zamość, ya reparada en el año 2011.

En 1939 había más de 12,000 judíos que representaban el 45% de la población de la ciudad. De estos, únicamente 5.000 lograron escapar del Holocausto al cruzar el río Bug occidental, que en 1939 se convirtió en la frontera con la Unión Soviética. Los nazis encarcelaron a los que quedaban en un gueto (el gueto de Zamość), desde donde fueron transportados al campo de exterminio de Bełżec. Durante el Holocausto, la sinagoga sufrió daños importantes, especialmente en las partes del norte que fueron destruidas por los alemanes. La sinagoga fue saqueada y luego utilizada como un taller de carpintería. Durante 1948-1950 fue reconstruido en el período comunista y desde 1958 hasta principios del siglo XX el edificio sirvió como biblioteca pública. Se llevó a cabo una segunda restauración del edificio durante los años 1967-1972.
Actualmente, junto al edificio de la sinagoga se encuentra la antigua oficina de la comunidad, que data del siglo XVIII con adiciones del siglo XIX y el jéder. Después de la Segunda Guerra Mundial se transformó en un hotel. El edificio del siglo XVIII de la antigua Mikve, fue renovado en el siglo XIX, se encuentra en las bodegas de la calle Zamenhofa (anteriormente ul. Żydowska-"Jewish Street").
La sinagoga fue una de las primeras propiedades en ser devuelta oficialmente a la comunidad judía por el gobierno polaco en el 2000 y en el 2004 la biblioteca pública que utilizó el edificio se trasladó a otra ubicación. En 2009 se realizó una importante reconstrucción de la sinagoga bajo los auspicios de la Fundación para la Preservación del Patrimonio Judío con sede en Varsovia. Una exhibición permanente contará con un «recorrido virtual» de los muchos shtetls judíos que existían en esta región antes del Holocausto. Además de estar disponible para los servicios de oración, la sala de oración principal restaurada de la sinagoga se utilizará para conferencias y conciertos.

## Estructura
La ciudad de Zamość fue construida y diseñada como una «Citta ideale en el renacimiento» o «ciudad ideal»  por el arquitecto italiano Bernardo Morando para el canciller Zamoyski —el barrio antiguo de Zamość está en la UNESCO como lista de Patrimonio de la Humanidad—. La antigua sinagoga es un ejemplo destacado del renacimiento polaco tardío o manierista en armonía con el diseño urbano general. La sala de oración representa el núcleo del edificio y, a mediados del siglo XVII, se añadieron dos porches bajos para mujeres en las elevaciones norte y sur. Similar al encontrado en otras sinagogas polacas, el piso se bajó para aumentar la altura del interior. Esto se debió a las restricciones que impedían construir una sinagoga más alta que una iglesia.
Durante el siglo XVIII, se añadió un modesto vestíbulo al lado oeste de la sala de oración. Al mismo tiempo, se construyó un segundo piso sobre las salas de oración originales de las mujeres. En algún momento, las paredes exteriores se extendieron hacia arriba, con parapetos de estilo fortaleza, ocultando el techo. La sinagoga fue renovada por última vez durante el período 1967-1972 cuando el edificio recibió un nuevo parapeto y decoración exterior, incluida la pintura decorativa, cuyo original fue removido durante el siglo XVIII. La obra siguió un grabado de principios del siglo XVII y la aparición de otros edificios locales.

## Interior

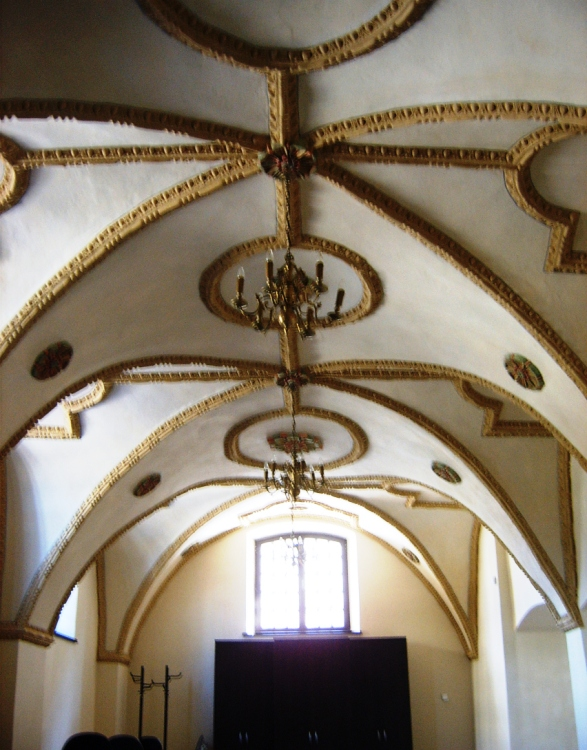
Decoración de las bóvedas, ya reparada en el 2011.

Las bóvedas de la sinagoga, tanto en la sala principal como en los porches, están ricamente decoradas con estuco en el llamado estilo "Kalish-Lublin". También se pueden encontrar motivos florales, como un estilizado árbol de la vida, coronas y rosetas. Las paredes tenían pinturas muy ricas y numerosas inscripciones hebreas. Una de las únicas características restantes que indica su uso anterior como casa de oración judía es el hejal en la pared oriental que data de la primera mitad del siglo XVII. El marco tallado en piedra profusamente decorado representa motivos de recipientes rituales utilizados en el Templo de Jerusalén y una corona de Torah. El bimah de hierro octogonal se encontraba en el centro de la sala de oración y fue un regalo de Shmuel Barzel en 1787. La sala de oración también contaba con varios candelabros majestuosos. Hoy nada queda ni del bimah ni de los candelabros.

## Proyecto de revitalización de la sinagoga Zamość
La Fundación para la Preservación del Patrimonio Judío en Polonia (FODZ), junto con las autoridades locales, las ONG, incluido el World Monuments Fund y la Organización Israelí de Zamość , intentan establecer en la sinagoga un centro cultural que proporcionará alojamiento y apoyo a diversas iniciativas locales, así como al museo de los Judíos del área de Zamość. El sitio web de la Fundación para la Preservación del Patrimonio Judío en Polonia declara:

Junto con las autoridades de la ciudad y las organizaciones no gubernamentales locales, queremos renovar la sinagoga Zamość y convertirla en un vibrante centro cultural que sirva a todas las personas de Zamość y sus alrededores. La sinagoga también albergará un museo de judíos de Zamość y la región de Zamość. El Museo presentará la historia dedel enriquecimiento mutuo de la cultura polaca y judía en la región de Zamość. También presentará a los judíos, que contribuyeron a la historia intelectual, religiosa y cultural de la región. Desafortunadamente, el edificio de la sinagoga Zamość está en muy mal estado y requiere urgentemente una restauración compleja. El costo de los trabajos de restauración se estima en un par de millones de Złoty polacos; la Fundación está tomando medidas para obtener fondos suficientes para las obras de renovación, a pesar de ser un desafío tremendo.

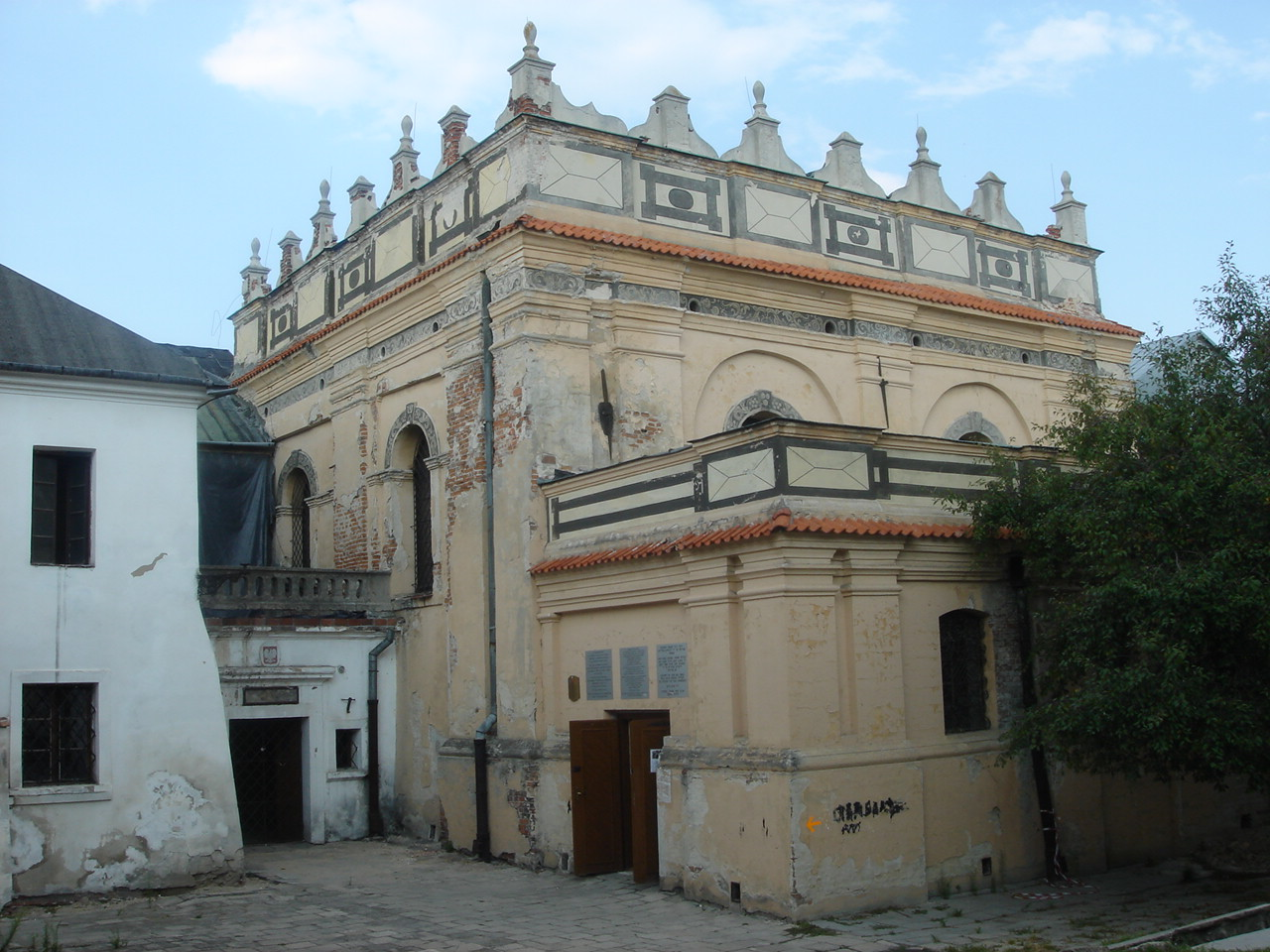
La sinagoga en 2006,antes de su restauración en 2010.

La asignación de nuevas funciones al edificio, incluido el uso como galería de arte, sala de conciertos y sala de teatro, se consideró necesaria para obtener fondos para las obras de conservación necesarias, aunque esto ha demostrado ser un movimiento controvertido. Otra organización, Yaacov Magid de Dubno Fund (YMDF), establecida en 2001, menciona que uno de sus objetivos es «restaurar el interior de la sinagoga a su antiguo esplendor». Enfurecidos por la forma en que el FODZ ha utilizado el sitio para recaudar fondos, se acercaron al representante de la ONU de Agudath Israel de América para solicitar la intervención para proteger el sitio sagrado de «propósitos profanos».
En septiembre de 2009, el trabajo de restauración comenzó a manos de FODZ. La mayor parte de los fondos para la restauración provino del Área Económica Europea y de las Subvenciones de Noruega, que fueron establecidas por Islandia, Liechtenstein y Noruega para apoyar diversos proyectos sociales y económicos en toda Europa, así como del Fondo Mundial de Monumentos.